# Inre-Kippträsket
Inre-Kippträsket är en sjö i Norsjö kommun i Västerbotten och ingår i Umeälvens huvudavrinningsområde. Sjön är 9,9 meter djup, har en yta på 1,02 kvadratkilometer och är belägen 282 meter över havet. Sjön avvattnas av vattendraget Månsträskån (Kvarnån).

## Delavrinningsområde
Inre-Kippträsket ingår i det delavrinningsområde (719156-167104) som SMHI kallar för Utloppet av Inre-Klippträsket. Medelhöjden är 314 meter över havet och ytan är 6,28 kvadratkilometer. Räknas de 8 avrinningsområdena uppströms in blir den ackumulerade arean 80,97 kvadratkilometer. Månsträskån (Kvarnån) som avvattnar avrinningsområdet har biflödesordning 4, vilket innebär att vattnet flödar genom totalt 4 vattendrag innan det når havet efter 189 kilometer. Avrinningsområdet består mestadels av skog (55 procent) och öppen mark (17 procent). Avrinningsområdet har 1,02 kvadratkilometer vattenytor vilket ger det en sjöprocent på 16,2 procent.